# Rovagnate
Rovagnate (Rovagnaa in dialetto brianzolo, AFI: [ru(w)aˈɲɑː]) è una frazione che si è unita a Perego nel 2015 per formare il comune italiano di La Valletta Brianza, popolata da 2 890 abitanti.

## Origini del nome
Nonostante non ci siano prove della presenza dei romani sul territorio rovagnatese, il toponimo potrebbe avere origine dal nome latino Rabenius.

## Storia
Nell'aprile 1409 Rovagnate fu teatro di una battaglia tra guelfi e ghibellini.
A partire dal 1653 Rovagnate costuì un feudo della famiglia di Pietro Maria Delfinoni. Nel 1701, il feudo ritornò tuttavia nelle disponibilità della Regia Camera del Ducato di Milano per mancanza di discendenti in grado di ereditare il beneficio feudale. In seguito Rovagnate fu infeudato da Pietro Paolo Arrigoni.
Il 30 gennaio 2015 il comune di Rovagnate venne fuso con il comune di Perego, formando il nuovo comune di La Valletta Brianza.

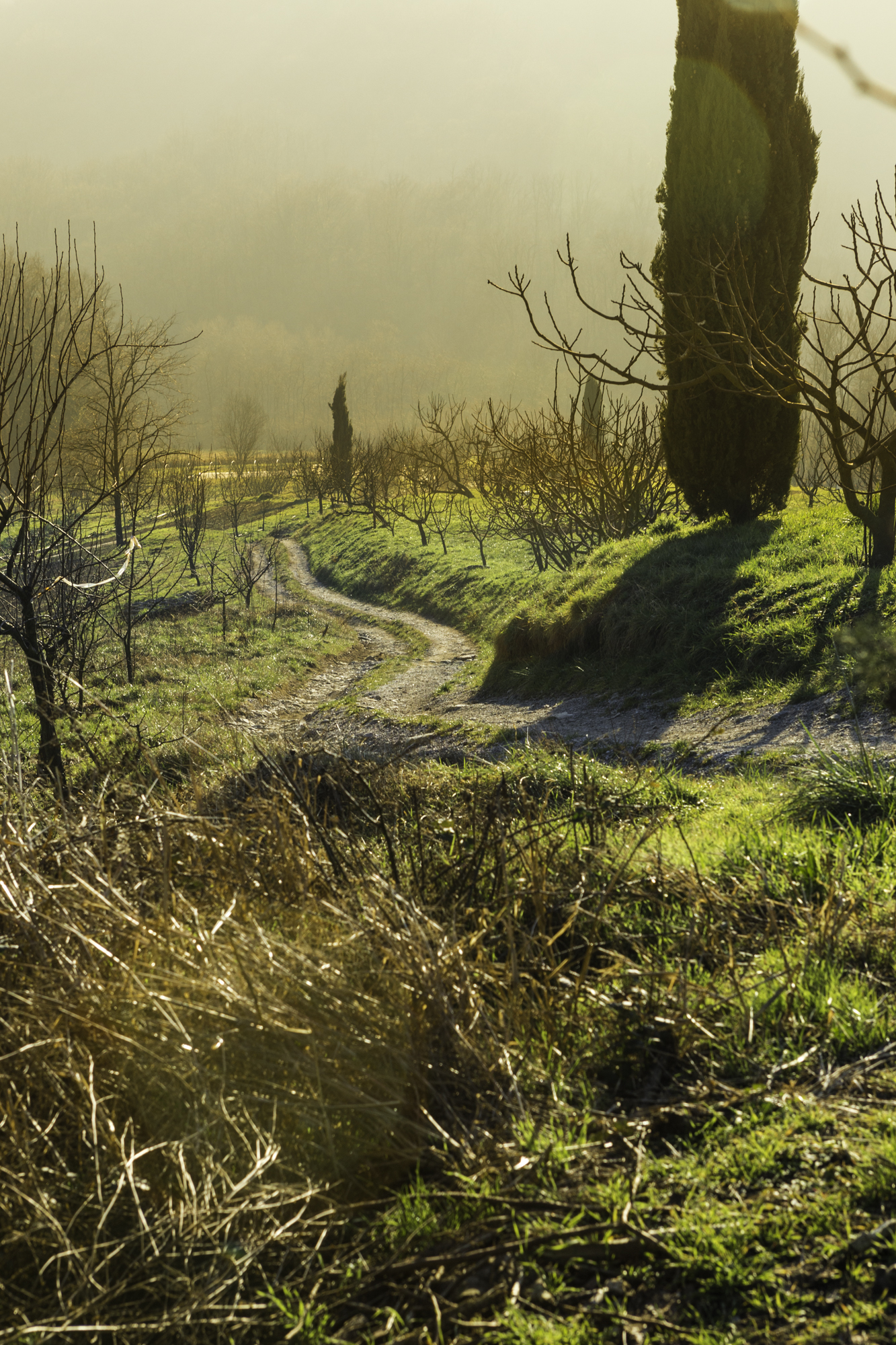
Uno dei sentieri che portano alla frazione Galbusera Bianca

### Simboli
Lo stemma e il gonfalone erano stati concessi con D.P.R. del 20 giugno 1988.
Nella prima e nella terza partizione dello stemma di Rovagnate erano raffigurati un'aquila e un delfino, simboli di due famiglie che ebbero in feudo il paese: gli Arrigoni e i Delfinoni. Le spade d’argento, simbolo di battaglia, raffigurate nella seconda partizione, intendono ricordare che Rovagnate, il 7 aprile 1409, fu teatro di una sanguinosa battaglia tra le milizie condotte da Pandolfo Malatesta, in cerca di espansione nella Brianza, e quelle viscontee di Facino Cane e Astorre Visconti.
Il gonfalone era un drappo troncato di rosso e di azzurro.

## Monumenti e luoghi d'interesse

### Architetture religiose
- Parrocchiale di San Giorgio Martire, risalente al XV secolo,[5] al cui interno ospita un altare progettato da Carlo Amati[8]
- Chiesa di San Martino[9], risalente all'XI secolo[5]
- Chiesa di Galbusera (1841)[10]
- Chiesa di Sant'Ambrogio (1939)[11]
- Chiesa di Santa Marcellina (XX secolo), all'interno di Villa Sacro Cuore[12]

### Architetture civili
- Villa Sacro Cuore,[13] risalente agli inizi del XVIII secolo, un antico casino di campagna in seguito riadattato a sede comunale[5]
- Antico complesso rurale Galbusera Bianca[14]

La chiesa parrocchiale di Rovagnate
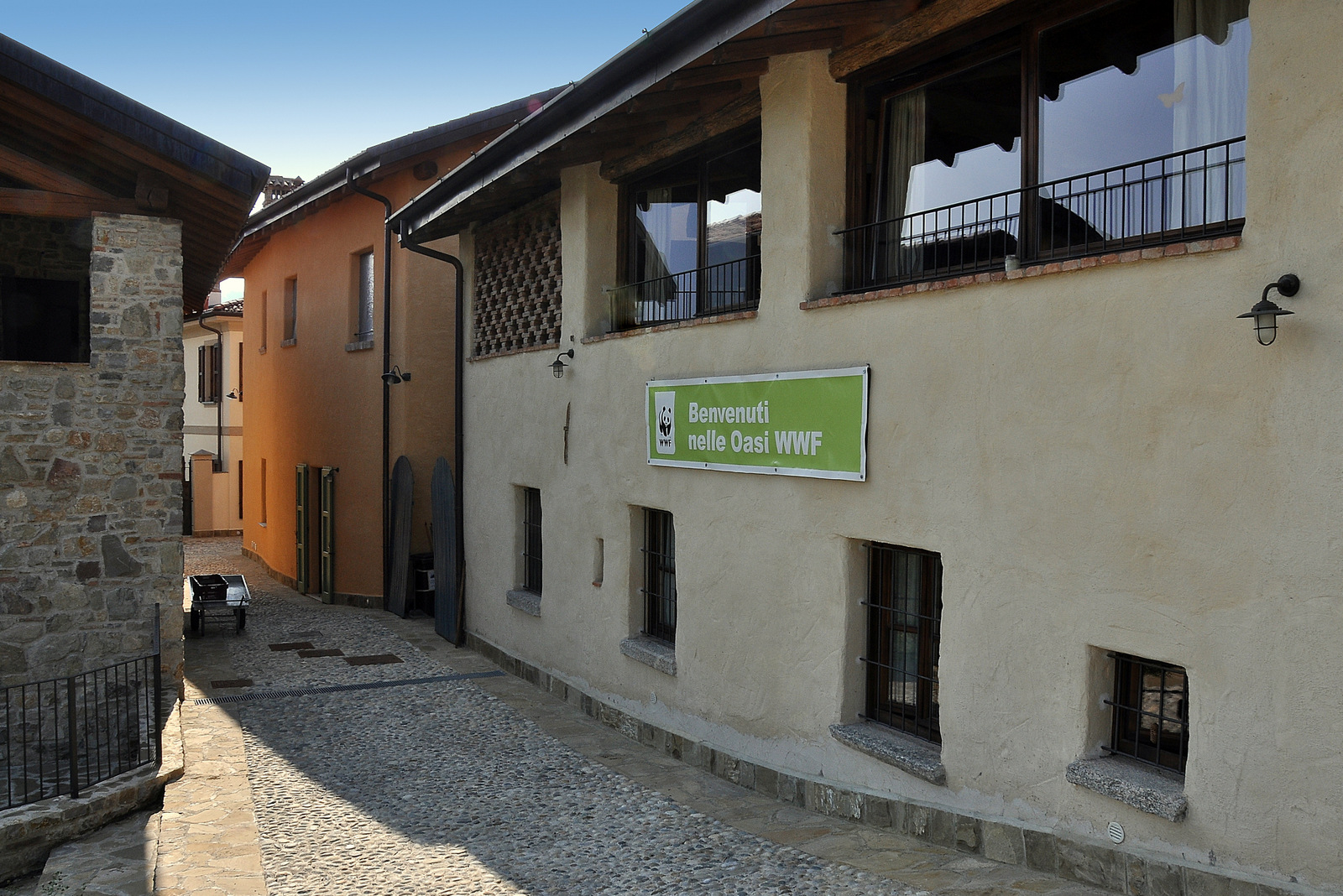
Striscione dell'Oasi Galbusera Bianca
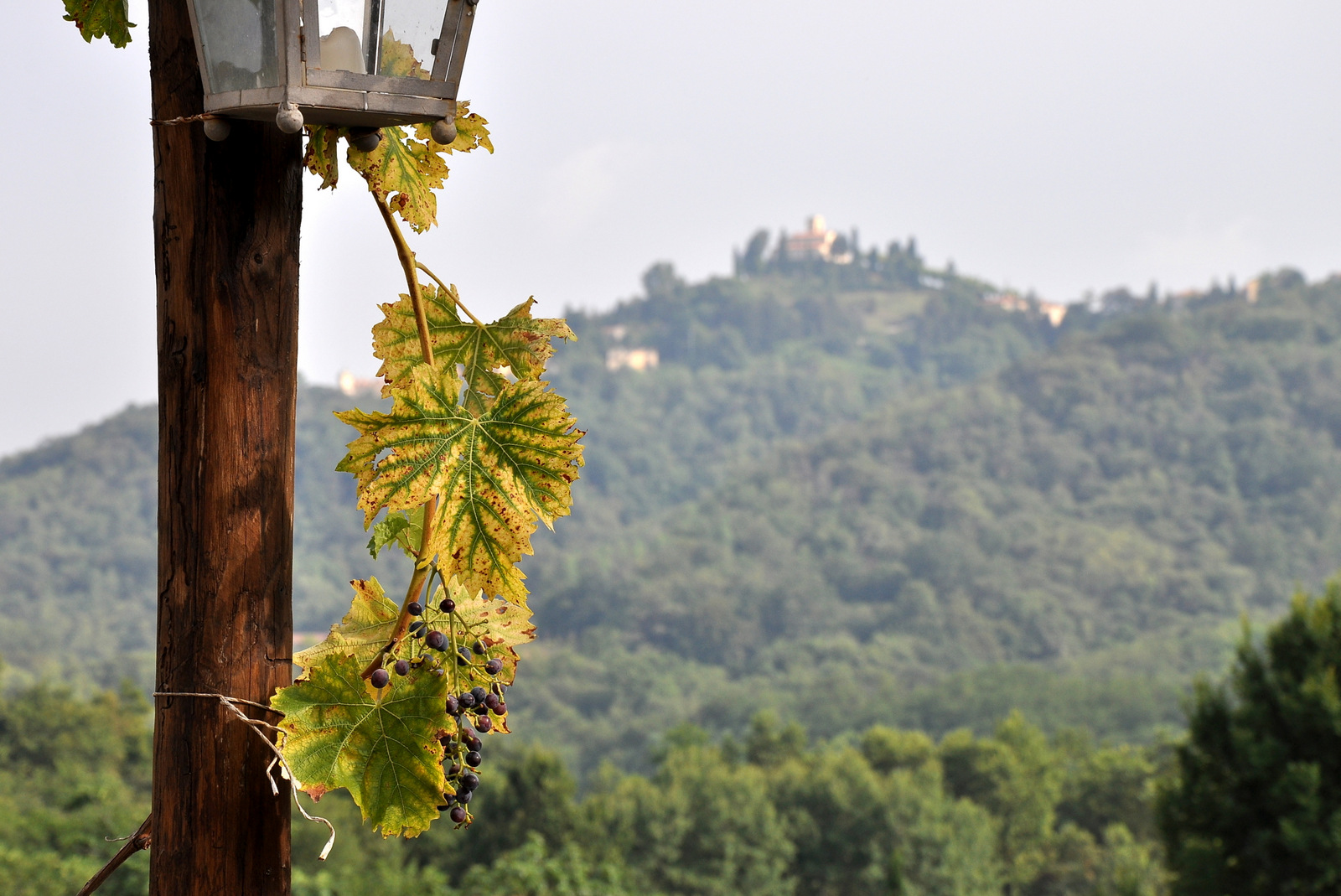
Panorama delle colline intorno al paese.

## Società

### Evoluzione demografica
- 209 nel 1751
- 529 nel 1805 con Crescenzaga, Albareda minore e Sala
- annessione a Santa Maria Hoè nel 1809
- 814 nel 1853
- 851 nel 1859
- 989 nel 1901
- annessione di Bagaggera e Perego nel 1927
- annessione a Santa Maria Hoè in Santa Maria di Rovagnate nel 1928[N 1]
- 1 855 nel 1961

Abitanti censiti

### Etnie e minoranze straniere
Gli stranieri residenti nel comune sono 272, ovvero il 9,2% della popolazione. Di seguito sono riportati i gruppi più consistenti:
1. Marocco, 108
2. Romania, 35
3. India, 32
4. Perù, 21

## Cultura
Nel comune ha sede il coro polifonico Licabella, al quale sono legati i cori di voci bianche dei piccoli cantori della Brianza e il gruppo giovanile Fonte Gaia.

## Amministrazione
| Periodo          | Periodo          | Primo cittadino    | Partito                              | Carica                    | Note           |
| ---------------- | ---------------- | ------------------ | ------------------------------------ | ------------------------- | -------------- |
| 1948             | 1953             | Pietro Sesana      | N.D.                                 | Sindaco                   | [ 17 ]         |
| 1953             | 1958             | Enrico Rocca       | N.D.                                 | Sindaco                   | [ 17 ]         |
| 1958             | 1963             | Vittorio Fustella  | N.D.                                 | Sindaco                   | [ 17 ]         |
| 1963             | 6 giugno 1983    | Luigi Brambilla    | N.D.                                 | Sindaco                   | [ 17 ]         |
| 1983             | 6 giugno 1993    | Amelio Galbusera   | N.D.                                 | Sindaco                   | [ 17 ]         |
| 7 giugno 1993    | 27 aprile 1997   | Mario Villa        | Democrazia Cristiana                 | Sindaco                   | [ 18 ]         |
| 28 aprile 1997   | 16 giugno 1997   | Antonio Losa       | Lista civica                         | Sindaco                   | [ N 2 ] [ 18 ] |
| 16 giugno 1997   | 16 novembre 1997 | Felice De Prisco   | N.D.                                 | Commissario straordinario | [ 19 ]         |
| 17 novembre 1997 | 26 maggio 2002   | Fabio Sottocornola | Lista civica                         | Sindaco                   | [ 18 ]         |
| 27 maggio 2002   | 6 maggio 2012    | Marco Panzeri      | Lista civica                         | Sindaco                   | [ 18 ]         |
| 7 maggio 2012    | 29 gennaio 2015  | Marina Galbusera   | Lista civica - Impegno per Rovagnate | Sindaco                   | [ 18 ]         |